# Héctor Scarone
Héctor Pedro Scarone (Montevidéu, 26 de novembro de 1898 - Montevidéu, 4 de abril de 1967) conhecido como "o Gardel (o rei) do futebol" e tricampeão mundial nas edições do Torneio Olímpico de Futebol de 1924 em Paris e 1928 em Amsterdã junto com a primeira Copa do Mundo em 1930 confirmado pelo site oficial da FIFA, foi um futebolista uruguaio que jogava como meio-campista e atacante e considerado como um dos melhores atacantes do início da profissionalização do futebol.
Foi eleito pela Federação Internacional de História e Estatísticas do Futebol, em rankings alusivos ao século XX, como o 21º maior jogador sul-americano e o 40º maior jogador do mundo. Também durante o século XX ele foi o maior artilheiro da Seleção Uruguaia de Futebol, sendo superado apenas em 2011, primeiramente por Diego Forlán.
Ícone do auge da Celeste Olímpica, conquistou, entre outros títulos, o bicampeonato olímpico em 1924 e 1928 (onde fez o gol do título) e a Copa do Mundo FIFA em 1930. Por conta disso, ele é um dos poucos futebolistas na história a serem Campeões Olímpicos e também da Copa do Mundo.
Ao lado de Domingo Tejera, colega do mundial de 1930, ele é um dos dois únicos campeões de Copa nascidos ainda na década de 1890. Também brilhou na Copa América, torneio do qual é o terceiro maior artilheiro, com treze gols; recordista de gols em uma só partida, com cinco, marca a qual foi o primeiro a alcançar;[carece de fontes?] e quatro conquistas, conseguindo, no ano de sua estreia pela seleção, ser eleito o melhor jogador do torneio e fazer o gol do título.
Seu irmão mais velho Carlos Scarone também foi um futebolista consagrado, mas com o tempo foi ofuscado pela figura de Héctor: ágil, veloz, ambidestro, driblador, potente e capaz de "parar no ar" para cabecear tal como Pelé e Sándor Kocsis, o Scarone mais novo também é o segundo maior artilheiro do Nacional, clube no qual é recordista de quantidade de anos como jogador, e segundo maior artilheiro da equipe no clássico com o Peñarol, superado em ambos os feitos somente por Atilio García. Foi também o primeiro jogador importado pelo Barcelona a partir de um clube sul-americano. José Pedro Cea, com quem conviveu no Nacional e nos três títulos "mundiais" daquele ciclo da Celeste Olímpica (1924, 1928 e 1930, quando fez gol na final) assim respondeu a uma indagação de um jornalista argentino se Pelé era o maior jogador de todos os tempos:
| “ | Veja, vocês tiveram um tão grande quanto Pelé, e é Manuel Moreno, nós tivemos o Mago Héctor Scarone. Hoje o rei é Pelé, mas antes foram os que nomeei... cada jogador em seu tempo. | ” |

## Carreira em clubes

### Inícios precoces
Seu pai era um italiano chamado Giuseppe Scarone, proveniente de Savona para trabalhar, segundo algumas versões, na ferrovia que deu origem ao Peñarol, clube ao qual Giuseppe se afeiçoou. Em outras, Giuseppe trabalharia no mercado de carne de Montevidéu, ausentando-se na maior parte do dia. Héctor, na prática, acabou criado por uma irmã mais velha, pois perdera ainda bastante novo a mãe. Carlos Scarone, irmão dez anos mais velho, foi a primeira referência no futebol, onde jogava como centroavante. Carlos começou a jogar no River Plate uruguaio em 1908, passando em 1909 ao Peñarol. Teve destaque; neste mesmo ano, Carlos estreou pela seleção uruguaia,[carece de fontes?] participando até da estreia da camisa celeste nela, em 1910.
Em 1911, Carlos foi jogar na Argentina pelo Racing, que participaria pela primeira vez na primeira divisão. O uruguaio inclusive converteu o primeiro gol deste clube na elite argentina, em chute potente e baixo contra o Club Atlético de San Isidro, mas terminou jogando pouquíssimo no país vizinho. Argumentaria que não ficou por doença e por não ter sido cuidado devidamente pelo Peñarol. O rival Nacional aproveitou-se e o buscou. A insatisfação de Carlos com o Peñarol, indiretamente, originou um dos apelidos deste clube, o de manya, uma deformação à língua espanhola de um diálogo na língua italiana com o pai Giuseppe, sugerindo-lhe que se ficasse no Peñarol iria "comer (mangiare) merda". O insulto fez-se conhecido e bastante usado por Carlos nos clássicos, e com o tempo foi adotado pela própria torcida aurinegra. Carlos, o Scarone "antipático", não tardou em brilhar como tricolor. Héctor, o Scarone "simpático", seguiu-o e, após uma recusa inicial aos quinze anos de idade devido ao seu físico, estreou no time adulto do Nacional quando ainda tinha 17 anos.
Tal como Carlos, Héctor logo mostrou protagonismo, marcando dois gols em vitória por 3-1 em clássico pela segunda rodada de um campeonato uruguaio ganho com sete pontos de diferença para o rival, um recorde para a época, e de modo invicto. O Nacional também ganhou do Rosario Central, por 6-1, a Taça Ricardo Aldao, doada ao vencedor em tira-teima entre o campeão uruguaio e o vencedor entre o campeão argentino e o do campeonato rosarino. Héctor fez um dos gols e o irmão Carlos, três.

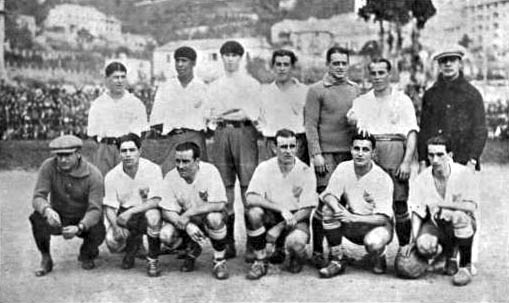
O Nacional antes de derrotar por 3-0 o Genoa, na época o maior campeão italiano. Scarone é o segundo agachado e marcou duas vezes.

No ano de 1917, o Nacional foi novamente campeão uruguaio, com Héctor já se convertendo no artilheiro do elenco tricolor, com 13 gols, um deles na goleada de 4-0 sobre o arquirrival. Héctor Scarone também estreou pela seleção,[carece de fontes?] convocado junto com o irmão à vitoriosa Copa América daquele ano. Novos títulos vieram em 1919, com a conquista do campeonato uruguaio garantida na última rodada; e também de nova Taça Ricardo Aldao, derrotando-se na decisão o Boca Juniors (já no ano seguinte) por 3-0 mesmo com os uruguaios jogando a partida inteira com um a menos em função de um acidente prévio de um dos titulares. Héctor fez o primeiro gol.
O Nacional foi novamente campeão uruguaio em 1920, com Scarone sendo outra vez o artilheiro do elenco, com 19 gols, ao lado de Santos Urdinarán; e da Taça Ricardo Aldao, novamente em embate com o Boca Juniors (2-1). Scarone também foi protagonista de um clássico com o Peñarol pela Taça Fermín Ferreira, na qual o Nacional conseguiu uma reviravolta sem precedentes na rivalidade: perdia de 3-0 e empatou, quase virando o jogo com Scarone - a jogada que daria a vitória aos tricolores terminou em bola na trave.
Em 1922, o futebol uruguaio iniciou um cisma a durar até 1925,[carece de fontes?] com o Nacional permanecendo na liga reconhecida pela FIFA e o Peñarol, em outra, privando os jogadores aurinegros de integrarem a seleção uruguaia. O Nacional, vencedor contínuo da sua liga (Scarone foi em 1923 novamente o artilheiro do plantel, com 20 gols ), formou então a base da Celeste Olímpica.
Nesse ínterim, Héctor se firmou como "o principal Scarone"; enquanto o irmão Carlos deixou em 1922 a seleção,[carece de fontes?] Héctor foi um dos cinco jogadores tricolores que em 1924 ganharam as Olimpíadas e um dos oito na também vitoriosa Copa América daquele ano, conquistas que celebraram as bodas de prata da fundação do Nacional. Outrora apelidado de Rasquetita em referência ao apelido de Rasqueta do irmão Carlos, Héctor passou a ser apelidado de La Borelli, em referência à atriz Lyda Borelli, emblema do cinema mudo italiano, devido às reações imprevisíveis e caprichosas. Outra alcunha foi El Mago.

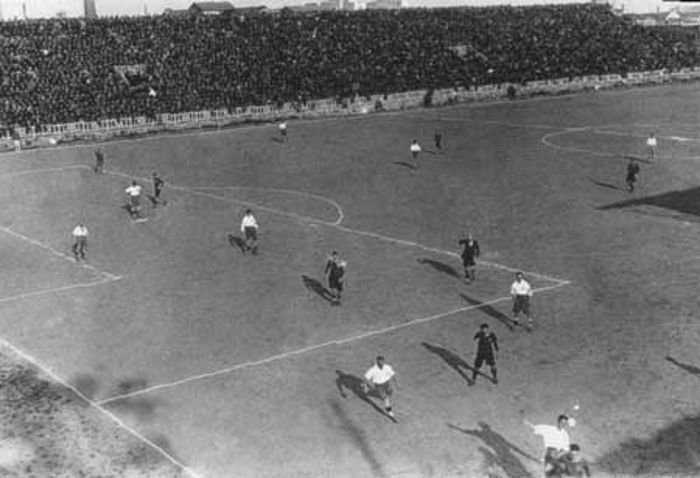
Lance da partida de 1925 do Nacional em 2-2 contra o Barcelona em Les Corts. Os catalães abriram 2-0 e Scarone fez o gol que empatou, despertando o interesse para sua contratação pelo Barça no ano seguinte.

Não houve campeonato uruguaio em 1925,[carece de fontes?] um ano ainda assim marcante ao Nacional. O clube fez uma excursão consagradora à Europa. No ano seguinte ao primeiro ouro olímpico do futebol uruguaio e sul-americano, a viagem confirmou o valor do futebol uruguaio. 700 mil pessoas viram a equipe ao longo de 38 partidas. Foram 130 gols marcados, somente 30 sofridos, com 26 vitórias e somente cinco derrotas. Scarone marcou 29 gols, convertendo-se na principal referência ofensiva após a séria lesão nos meniscos que o centroavante Pedro Petrone sofreu contra o Barcelona. Nessa partida, o clube catalão abriu 2-0 e foi de Scarone o gol do empate em 2-2.
Dos outros gols que marcou, Scarone fez dois na vitória por 3-0 em Gênova sobre o Genoa, dono de dois títulos italianos nas três temporadas anteriores e maior campeão do calcio naquela época; dois em um 7-0 sobre a seleção neerlandesa em Roterdã; três em vitória por 5-1 sobre a seleção belga em Bruxelas; dois em vitória por 6-0 sobre a seleção francesa em Paris; dois em 5-2 sobre a seleção suíça na Basileia; um em vitória por 2-1 sobre a seleção catalã em Barcelona; e dois na vitória por 3-0 sobre o Deportivo La Coruña, na cidade do adversário.[carece de fontes?]
O desempenho contra o Barcelona, por sua vez, preponderou para que os blaugranas o contratassem em 1926. Hugo Meisl, crítico de futebol e futuro técnico do Wunderteam austríaco, qualificou Scarone como "o melhor forward do mundo", sendo dele o gol uruguaio em uma das poucas derrotas, um 2-1 para o Rapid Viena.[carece de fontes?]

### Pioneiro no Barcelona
Scarone não foi o primeiro nativo da América do Sul no Barcelona, nem mesmo primeiro de seu país, pois o clube tem registros de uma partida amistosa disputada em 1903 por um uruguaio chamado Josep Mascaró. Scarone foi, porém, a primeira contratação que o time fez de um jogador que previamente atuava em um clube sul-americano. Foi vista já na época como a primeira grande transferência internacional do clube.
O uruguaio chegou já no ano de 1926 e estreou em amistoso contra o Osasuna ganho por 5-1. Não marcou gols, mas foi bastante elogiado, com a revista Fútbol Association relatando que "terminou nos dando um curso do que deve ser um meio-campista. Vimos um jogador completo, de excepcionais faculdades, de agudíssima percepção do jogo, magistral como complemento do ataque e efetivo na colocação defensiva. O clube campeão ganhou um grande elemento". Porém, como chegou após o período de inscrições nas competições oficiais, só poderia inicialmente jogar amistosos. Ao todo, entrou em campo só nove vezes. Em 21 de março é que foi liberado pela Real Federação Espanhola de Futebol para jogar oficialmente jogos competitivos, após entraves no envio de documentos requisitados perante a associação uruguaia. Recebeu então uma oferta de 50 mil pesetas para assinar contrato de cinco anos.
Scarone, porém, preferiu voltar, gerando versões de que seria boicotado por Josep Samitier, algo desmentido por ambos. O uruguaio sempre justificou que o que o afastou foi o temor de não disputar as Olimpíadas seguintes, pois o torneio proibia atletas profissionais. Àquela altura, o Barcelona tornara-se um clube profissional, enquanto o futebol uruguaio ainda era oficialmente amador: "eu pensava na minha pátria, que logo viriam as Olimpíadas e que deveria vestir a camisa celeste. Pensei no Nacional, clube do meu coração, e decidi não assinar", explicaria Scarone em depoimento registrado no Libro de Oro de Nacional.
A decisão aumentou sua popularidade no Uruguai. Ainda assim, o célebre goleiro Ricardo Zamora chamaria Scarone de "o símbolo do futebol". Décadas depois, a primeira peña (torcida organizada) oficial do Barcelona em Montevidéu, criada em 2008, receberia o nome de Héctor Scarone, em evento com participação de um sobrinho-neto do craque.

### Intercalando o Nacional com outros clubes europeus
Scarone voltou ao Nacional em 1926, a tempo de ser convocado à vitoriosa Copa América daquele ano, da qual foi também vice-artilheiro.[carece de fontes?] Ainda em virtude do cisma encerrado em 1925, não houve em 1926 um campeonato uruguaio oficial, segundo o clube. Em 1927, integrou outra excursão vitoriosa, dessa vez às Américas Central e do Norte, marcando 22 gols em 18 jogos. Dois deles vieram em duas partidas contra a seleção mexicana (vitórias de 3-1 e 9-0) e outros dois, em vitória de 8-1 sobre a seleção espanhola.
Desde 1924, o Nacional, porém, só voltaria a ser campeão em 1933, nem sempre por falta de méritos: não houve campeonato em 1930 em função da primeira Copa do Mundo,[carece de fontes?] realizada no Uruguai e para a qual o clube foi base da seleção, com quatro titulares na decisão  e nove convocados, que seriam respectivamente cinco e dez se o goleiro Andrés Mazali não fosse previamente afastado uma semana antes da estreia, por indisciplina ao abandonar a concentração de oito semanas.
Em 1928, além de novo título olímpico, Scarone voltou a enfrentar o Barcelona. Fez o último gol da vitória por 3-0 no estádio Gran Parque Central. Depois da Copa do Mundo FIFA de 1930, já tendo mais de 30 anos, foi contratado pela Internazionale, na época chamada Ambrosiana, sendo colega de Giuseppe Meazza, que sobre Scarone comentaria ser "o maior jogador que vi". Marcou sete vezes na temporada 1931-32, incluindo contra Lazio (os dois em triunfo de 2-0) e a campeã Juventus; o time de Milão terminou em sexto, mas a dois pontos do terceiro lugar. Após uma temporada em Milão, passou duas no Palermo. Em ambas, o clube da Sicília lutou para não cair. O uruguaio contribuiu com quatro gols na de 1932-33 (incluindo contra Torino e a própria Ambrosiana) e nove na de 1933-34 (incluindo outro sobre o ex-clube).[carece de fontes?] A passagem de Scarone pela Itália não chegou a ser brilhante, mas, para a sua idade avançada e lesões, foi considerada digna.
Scarone voltou uma vez mais ao Nacional em 1934. Passara a ser ponta-direita. O clube foi campeão na última rodada, em clássico com o Peñarol no qual o empate em 1-1 favoreceu os tricolores, que conseguiram o resultado mesmo jogando a última meia hora com dois jogadores a menos, expulsos. Também foi em 1934 que o campeonato válido por 1933 foi finalizado, mas Scarone não pôde ser inscrito para os jogos finais. A temporada válida por 1934 foi a última em que jogou oficialmente pelo Nacional, ainda que prosseguisse jogando esporadicamente amistosos pelos tricolores. Em 1939, chegou a jogar pelo Montevideo Wanderers.

## Seleção
Scarone estreou pela Seleção Uruguaia em 1917 e a defendeu até 1930.[carece de fontes?] Totalizou 70 jogos e 31 gols oficiais (e 52 no total), que fizeram dele o maior artilheiro da Celeste até 2011, quando foi superado inicialmente por Diego Forlán; atualmente, está abaixo também de Edinson Cavani e Luis Suárez.[carece de fontes?] Ainda assim, detém uma média de gols que dificilmente será superada por eles. 22 dos seus 31 gols oficiais vieram em jogos válidos pela Copa América, pelo futebol nos Jogos Olímpicos (quando estes eram a principal competição mundial desse esporte) e pela Copa do Mundo FIFA.

### Primeiros anos

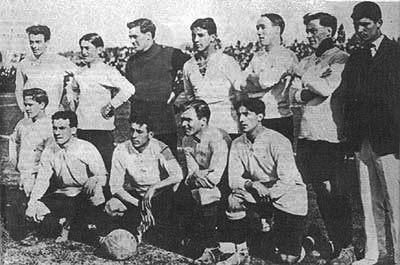
Uruguai campeão da Copa América de 1917, a primeira realizada no país. Héctor Scarone é o segundo agachado e fez o gol do título. Seu irmão Carlos Scarone é o penúltimo agachado.

Estreou em 2 de setembro de 1917, data de vitória por 1-0 sobre a Argentina pela Copa Newton. Meses depois, participou junto com o irmão Carlos Scarone (que defendia a seleção desde 1909) da Copa América daquele ano, a primeira realizada no Uruguai. O país venceu e Héctor foi vice-artilheiro com três gols, incluindo um na vitória por 4-0 sobre o Brasil e o do título, o único na vitória por 1-0 na rodada final contra a Argentina. Héctor terminou eleito o melhor jogador do torneio.[carece de fontes?]
Na edição seguinte, a de 1919, os irmãos perderam para o Brasil, que sediava pela primeira vez a competição. Ainda assim, foi a muito custo e ameaçando os anfitriões, que só conseguiram garantir a conquista após 90 minutos regulamentares e duas prorrogações de meia hora cada uma, em uma das partidas mais longas da história do futebol, com Arthur Friedenreich marcando no minuto 122 o único gol.[carece de fontes?] O goleiro brasileiro Marcos Carneiro de Mendonça declararia ter feito "a defesa de sua vida" em lance de Héctor Scarone nessa partida.
Na Copa América de 1920, somente o irmão Carlos jogou. Nenhum deles esteve na de 1921, nem na de 1922,[carece de fontes?] o último ano de Carlos Scarone pela seleção.[carece de fontes?] Nessas edições, o Uruguai foi campeão apenas da de 1920.[carece de fontes?]
Héctor Scarone voltou a participar na edição de 1923, marcando um gol, no 2-0 sobre o Paraguai. O Uruguai voltou a ser campeão. A edição também qualificava para as Olimpíadas de 1924.[carece de fontes?]

### O bicampeonato olímpico

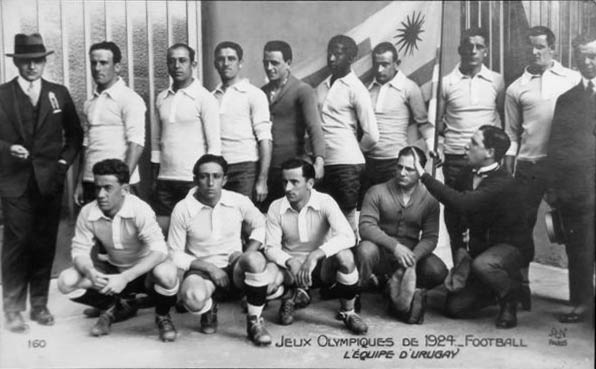
Seleção Uruguaia que foi campeã olímpica de 1924. Scarone é o primeiro jogador em pé, ao lado do delegado de chapéu.

A principal referência ofensiva do Uruguai nas Olimpíadas de Paris foi Pedro Petrone, artilheiro da competição. Mas Scarone também entrou nas estatísticas daquela edição, marcando em cada jogo até a final e ficando em terceiro na artilharia. Fez o segundo no 7-0 na estreia contra a Iugoslávia; novamente o segundo no 3-0 na segunda rodada, contra os Estados Unidos; os dois primeiros no 5-1 sobre a anfitriã França, nas quartas-de-final; e o gol da vitória de virada, a nove minutos do fim, no 2-1 contra os Países Baixos, na semifinal - um gol polêmico, feito em pênalti no qual a bola batera na realidade no braço de Scarone e não no de um oponente.[carece de fontes?]
Após a conquista, os uruguaios deram uma volta completa no campo, andando pela pista lateral e acenando para a plateia, inaugurando o gesto que ficaria conhecido como "volta olímpica", repetido por eles nas duas conquistas mundiais seguintes e posteriormente adotado por todos os países. Ainda em 1924, Scarone e a Celeste também ganharam a Copa América daquele ano.
O Uruguai ausentou-se da Copa América de 1925,[carece de fontes?] voltando a participar do torneio na edição de 1926, da qual Scarone terminou campeão e na vice-artilharia, com seis gols. Cinco deles foram na Bolívia, um recorde individual em uma só partida na competição.
Essa marca de cinco gols em um só jogo de Copa América ainda não foi superada, sendo posteriormente igualada pelos argentinos Juan Marvezi em 1941 (6-1 no Equador) e José Manuel Moreno em 1942 (12-0 no Equador); e pelo brasileiro Evaristo de Macedo em 1957 (9-0 na Colômbia).
Na edição de 1927, o Uruguai foi vice-campeão. Scarone teve a artilharia da competição, com três gols, marcando os dois gols uruguaios na derrota de 3-2 para a campeã Argentina na rodada final; seu segundo gol empatou em 2-2 a onze minutos do fim, mas pouco depois o colega Adhemar Canavesi marcou contra. O vice-campeonato, porém, bastou para qualificar a Celeste às Olimpíadas de 1928.[carece de fontes?]

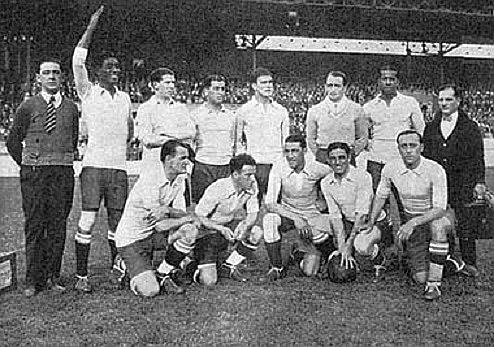
Seleção Uruguaia que foi campeã olímpica de 1928. Scarone é o segundo jogador agachado.

Nos Jogos de Amsterdã, Scarone fez menos gols que em Paris, três, mas todos decisivos: o primeiro na vitória por 2-0 para eliminar ainda na fase inicial os anfitriões Países Baixos,[carece de fontes?] cuja torcida passaria a vaiar e torcer contra os uruguaios; o último da Celeste na vitória por 3-2 sobre a Itália na semifinal; e o gol do título, no 2-1 sobre a rival Argentina,[carece de fontes?] em notável chute de longa distância, a 40 metros do gol adversário.
Naquelas Olimpíadas, Scarone ausentou-se de algumas partidas por lesões, sendo substituído por Héctor Castro, que, embora tenha marcado no 4-1 sobre a Alemanha, sempre voltava à reserva assim que Scarone se recuperava. Haviam sido necessárias duas partidas contra os argentinos após o empate na primeira, em que Castro jogou em seu lugar. Para a segunda, porém, o capitão José Nasazzi preferiu El Mago. Tornou-se famoso o grito proferido por Nasazzi de "tua, Héctor!", quando Scarone recebeu passe de René Borjas para marcar o gol do ouro. A frase viraria no Uruguai sinônimo de uma entrega adequada para um companheiro ficar em condições de definir, sendo usada para além do âmbito esportivo.
Scarone esteve pela última vez da Copa América na edição de 1929, mas não jogou nenhuma partida e o Uruguai ficou em terceiro.[carece de fontes?] Ao todo, marcou treze vezes na competição, números que fazem dele o terceiro maior artilheiro da história do torneio, ao lado dos argentinos Gabriel Batistuta e José Manuel Moreno e dos brasileiros Jair da Rosa Pinto e Ademir de Menezes, sendo que na altura de 1929 Scarone era o maior artilheiro - apenas posteriormente é que foi igualado pelos outros quatro e superado por Severino Varela, Teodoro Fernández (que somaram quinze) e os recordistas Zizinho e Norberto Méndez (dezessete).[carece de fontes?] Naquele mesmo ano, o país bicampeão olímpico foi escolhido por aclamação para sediar no ano seguinte a primeira Copa do Mundo FIFA.

### Copa do Mundo de 1930

Seleção uruguaia antes da final da primeira Copa do Mundo. Scarone, único titular nascido ainda na década de 1890, é o segundo jogador agachado.

Scarone não se fez presente na estreia, contra o Peru, em função de outra lesão. Tal como nas Olimpíadas de 1928, Héctor Castro o substituiu, inclusive marcando o gol da vitória. Mas, também como em 1928, Castro voltou à reserva diante da recuperação de Scarone. A partida, que inaugurou oficialmente o estádio Centenário, foi vista com decepção por público e crítica após vitória magra por 1-0 contra uma seleção criada apenas três anos antes. O jornal El País chegou a escrever que "os Deuses estão cansados!". Scarone voltou à titularidade na partida seguinte e o Uruguai bateu por 4-0 a Romênia, marcando todos os gols nos primeiros 35 minutos. Scarone fez o segundo deles, aos 24 minutos.
O "eterno reserva" Castro voltou a jogar a final da Copa, na qual faria o último gol, apenas porque outro titular, Peregrino Anselmo, se machucou na semifinal. A decisão, contra a rival Argentina, teve duas viradas no placar: o Uruguai abriu 1-0, mas terminou o primeiro tempo perdendo por 2-1. Scarone sobressaiu-se especialmente na jogada do gol do empate, aos 13 minutos do segundo tempo: dominou a bola fora da área, pela meia-esquerda, marcado por dois adversários, mas sendo capaz de rolar a bola para José Pedro Cea ao vê-lo livre pelo centro.
Cea marcou de carrinho. Cea, assim, acabaria recebendo o apelido de El Empatador Olímpico. Adiante, a Celeste anotou 3-2 aos 23 minutos da segunda etapa, passando a ser bastante pressionada e só conseguindo garantir a conquista ao marcar o quarto (com Castro concluindo contra-ataque) já no penúltimo minuto. A final, travada em 30 de julho,[carece de fontes?] foi seu último jogo pelo Uruguai.[carece de fontes?] Dos titulares campeões, somente Scarone havia nascido ainda na década de 1890. Além dele, o outro único jogador vencedor de Copa do Mundo FIFA nascido naquela década foi o colega Domingo Tejera, participante somente da estreia contra o Peru.

## Após parar de jogar
Scarone foi o primeiro técnico do Millonarios de Bogotá no período conhecido como "Eldorado Colombiano", quando o campeonato da Colômbia, desfiliado perante a FIFA, tornou-se um atrativo polo de jogadores de todo o mundo, incluindo europeus. O clube, a contar com Alfredo Di Stéfano, Adolfo Pedernera, Néstor Rossi e outros, foi a grande força nacional daquele período, conseguindo resultados expressivos também fora do país, como na vitória sobre o Real Madrid nas comemorações dos 50 anos da equipe espanhola.
El Mago, ex-jogador do Barcelona, treinou o próprio Real Madrid posteriormente, sendo presentado com um anel com a insígnia do clube, o qual passou a sempre carregar consigo. Outra versão aponta que na realidade tal anel seria do Barcelona, e que Scarone não teria deixado de usa-lo mesmo enquanto treinava o Real.
Como treinador ou como aposentado, Scarone gostava de demonstrar suas habilidades; um dos exercícios era, em tempos em que era comum o travessão em treinamentos ser segurado, além das duas traves laterais, por uma terceira ao meio para impedir que ele se curvasse, arredar a trave "central" (todas eram de madeira naquela época) para um dos cantos - Scarone então mirava a bola com precisão no espaço oco que deixava entre a trave lateral e a trave que havia sido deslocada para perto deste. Sofreu, porém, a tragédia de perder seu filho único, que fraturou um membro enquanto praticava rugby union, não foi devidamente engessado e acabou sofrendo uma embolia que chegou ao coração.

## Títulos

### Competições nacionais
- Campeonato Uruguaio (8): 1916, 1917, 1919, 1920, 1922, 1923, 1924 e 1934 - todos pelo Nacional.

### Competições internacionais pela Seleção Uruguaia
- Copa do Mundo FIFA (1): 1930 (1 gol).
- Campeonato Olímpico (2): 1924 e 1928.
- Campeonato Sul-Americano (4): 1917, 1923, 1924 e 1926.

### Torneios internacionais pelo Club Nacional
- Copa Ricardo Aldao ou Campeonato Rio-Platense (contra o campeão argentino) (3): 1916, 1919 e 1920.